# Khoksa
Khoksa är en ort i Bangladesh.   Den ligger i provinsen Rajshahi, i den centrala delen av landet, 180 km nordväst om huvudstaden Dhaka. Khoksa ligger 20 meter över havet och antalet invånare är 93 371.
Terrängen runt Khoksa är mycket platt. Det finns inga andra samhällen i närheten. 
Trakten runt Khoksa består till största delen av jordbruksmark. Runt Khoksa är det mycket tätbefolkat, med 1 177 invånare per kvadratkilometer.